# Kilian Horn
Kilian Horn (* 1437; † 26. Juni 1510 in Bamberg) war Domherr und Dekan des Stiftes St. Stephan in Bamberg. Im Jahr 1484 bekleidete er das Amt des Rektors der Universität Wien. 

## Leben
Kilian Horn wurde im Jahr 1437 geboren. Er entstammte der Familie des Doktors Nikolaus Horn, der als Leibarzt des Markgrafen Albrecht Achilles von Brandenburg-Ansbach zu einigem Reichtum gelangt war. Der Vater war im zum Hochstift Würzburg gehörenden Ort Dettelbach geboren und hatte dort Anna geheiratet, mit der er sechs Kinder haben sollte. Alle fünf Söhne studierten und stiegen zu Kanonikern auf, drei, Johannes († 1483), Kilian und Matthias (1460–1534) promovierten.
Wahrscheinlich gelang es auch Kilian über das Familiennetzwerk aufzusteigen. Horn erbte wohl die Domherren-Pfründen in Ansbach und Bamberg. Er ist 1472 als Dekan des Bamberger Stephan-Stiftes nachweisbar. Diesen Posten hatte er wahrscheinlich mit Unterstützung des älteren Bruders Johannes erhalten, der 1465 bis 1472 in Bamberg ebenfalls als Dekan in den Quellen auftaucht und noch 1472 als Probst nach Feuchtwangen geht. Während Johannes Horn in die schwäbischen Gebiete wechselte, zog es Kilian nach Wien. 
Trotz der Orientierung nach Süden förderte Horn auch seine Vaterstadt Dettelbach. Obwohl die Siedlung zu diesem Zeitpunkt noch nicht das Stadtrecht besaß, gründeten die Brüder Johannes und Kilian im westlichen Teil Dettelbachs ein Spital (Hornsches Spital). Zugleich machte sich Horn in Wien als Dekretist einen Namen. Er stieg im Jahr 1484 sogar bis zum Rektor der Universität Wien auf. Kilian Horn starb am 26. Juni 1510 in Bamberg. Er vermachte seine Sammlung wertvoller Bücher dem Dettelbacher Spital.